# 텐마씨가 간다
《텐마 씨가 간다》(일본어: 天魔さんがゆく)는 2013년 7월 15일부터 9월 23일까지 TBS의 드라마 NEO 시간대(매주 월요일 24:28 ~ 25:07)에서 방송된 일본의 텔레비전 드라마이다.

## 기획·제작
후지 TV 계열에서 방송된 드라마 《33분 탐정》 시리즈와 일부 캐스트·스태프가 공통되고 있다.
도모토 쯔요시는, 《돌아온 33분 탐정》 이래 4년 3개월 만의 연속 드라마 주연. 또, TBS에서의 연속 드라마 주연은 《홈 드라마!》 이래 9년 만이다. 후쿠다가 이전 버라이어티 프로그램에서 도모토와 일했을 때, 여배우 앞에서도 도깨비집에 들어가지 않고, 디렉터에게 부탁받아도 제트 코스터에 타지 않는 리얼한 겁쟁이 도모토를 보고, 주인공은 도모토밖에 없다고 출연을 의뢰. 오퍼를 받아줄지 걱정이었던 후쿠다였지만, 《33분 탐정》 시리즈 등을 거쳐, 후쿠다에게 전폭적인 신뢰를 보내는 도모토는 오퍼를 쾌히 승낙. 그러나 로케 현장에 액막이 행사를 한다는 조건이 붙어있었다.
드라마의 주제가도 도모토 자신이 담당. 후쿠다로부터 〈생명의 소중함이나, 덧없음, 아름다움, 손을 모아 비는 듯한 곡〉을 의뢰받아, 미디엄 넘버 〈깜빡임〉을 써내었다. 도모토가 드라마 주제가를 담당하는 것도 마찬가지로 《홈 드라마!》에서의 〈ORIGINAL COLOR〉 이래로 9년 만이다. 이번에는 게다가, 오프닝에서 흐르는 인스트곡도 직접 다루었다.
출연자 본인의 출연 작품이나 기호를 소재로 사용해, 안에서도 제1·2시리즈에 도모토 쯔요시가 킨다이치 하지메 역으로 출연한 《킨다이치 소년의 사건부》 는, 빈번히 결정적인 대사가 사용되고 있다. 제8화에서는 유령을 성불시키기 위한 영화 촬영 장면으로 〈킨다이니 마지메〉가 등장하는 극 중 극을 도모토와 카와구치가 연기했다.

## 등장인물

### 유한회사 오바케 경비 보장
오바케 퇴치를 행하는 회사. 통칭 〈오바케(オバケー)〉.
호카이 텐마 - 도모토 쯔요시
사장.
오카자키 아키라 - 카와구치 하루나
사원.
다이가쿠 케이조 - 미나가와 사루토키
호카이 텐도 시절부터 일하고 있는 사원.
무쿠노키 리카 - 세리나
〈오바케〉에 입사하고 싶어 하지만, 유령이 싫어할 정도의 높은 주파수의 목소리를 갖고 있기 때문에, 입사되지 못하고 있다. 텐마에게 마음을 두고 있어, 아키라를 일방적으로 적대시한다.
호카이 텐도 - 사토 지로
텐마의 아버지.

### 경시청
아시카가 - 모리사키 히로유키
경부.
오다이라 - 카마쿠라 타로
순경. 아시카가의 부하.

### 게스트

#### 제1 ~ 2화
패전 무사 - 무로 츠요시
본명:키소노미치 쿠니오시. 전국 시대의 무장.
코미야 카오리 - 우에노 나츠히
중학교 교사.
교무원 - 노조에 요시히로

후낫시 (제1·4·9화)

#### 제2 ~ 3화
후지에 레이나
AKB48 소속 아이돌.
여자령 - 우에치 하루나 (제3화)
레이나의 수호령.
남자령 - 오오미즈 요스케 (제3화)
AKB48의 팬.
사카타 산키치 - 사카타 타다시 (제3화)
호카이 텐도의 친구. 장기가 특기.

#### 제3 ~ 4화
지배인 - 스즈키 마사유키

여주인 - 오구라 아즈키

베르사이유 메지로 - 이와마츠 료 (제4화)
개그 만화가.
코지마 요시오 (제3·8화)

일본병 유령

#### 제5화
마키하라 시게루 - 코마츠 카즈시게
과장.
마키하라 시오리 - 미키 호노카
마키하라의 딸.
토야마 - 코마키네 류스케
마키하라의 부하.
아이다 - 쿠라타 다이스케
마키하라의 부하.
오오쿠라 - 이와타니 켄지
부장. 마키하라의 상사.
양귀비 - 이노우에 요시코
호카이 텐도의 친구.

#### 제6화
오시미즈 미요코 - 사시하라 리노
사요코의 딸.
쿠라타 - 오오코치 히로시
오시미즈가(家)의 집사.
하마구치 - 쿠리하라 히로타카
미요코의 담당의. 정신과의.
오시미즈 사요코 - 츠츠이 마리코
미요코의 어머니. 문부과학 대신.

#### 제7화
요코야마 - 토쿠이 유
집에 돌아가기 위해 터널 내에서 히치하이크하는 유령.
무라스기 - 나카무라 야스히
면사무소 직원.
커플·남자/커플·여자 - 나카무라 토모야/타카하시 마이
결혼식 전날에 드라이브를 하다 사고로 사망한다.
옛날 패션의 남자 - 혼다 치카라
북두의 권의 뒷부분이 궁금하여 성불하지 못한 유령.
원시인 - 타나카 사토시
원시시대에 맘모스에게 짓밟혀 죽은 원한을 성불하지 못한 유령.
외로움쟁이

마크II의 남자

요코야마의 아내와 아들

#### 제8화
여배우령 - 시라토리 쿠미코 (탄포포)
데뷔하지 못하고, 1년 전에 사고로 죽은 여배우.
카부라기 경부 - 나미키 시로
아시카가의 선배.
기모노를 입은 여배우
40년 전에 활동했던 여배우.
특방 디렉터

노구치 히데요 - 무로 츠요시
호카이 텐도의 친구.

#### 제9화
리틀 대디 - 마기

어머니 - 무라오카 노조미

미노루 - 사토 루이키

사토시 - 이시카와 쥬리

카세 - 카와쿠보 타쿠지
시라유리 단지 주민.
마에다 아츠코를 닮은 여자 - 킨타로

나폴레옹 보나파르트 - 이케다 나루시
호카이 텐도의 친구.

#### 최종화
마시코 - 타카하시 카츠미
키노마타 마을 촌장.
소바바방 - 미즈카와 아사미 (초 우정 출연)
마시코 촌장이 고안한 유루캬라.
사노 - 한카이 카즈아키
키노마타 마을 조역.
소가 아유미 - 사토 메구미

우물 유령

마을의 남자

유카와다 마나부 - 밋치
어느 대학에 나타난 미남 학자 유령.

## 스태프
- 각본 - 후쿠다 유이치
- 음악 - 세가와 에이시
- 감독 - 후쿠다 유이치, 이리에 유
- 주제가 - 도모토 쯔요시 〈깜빡임〉 (SHAMANIPPON)
- 오프닝 곡 - 도모토 쯔요시 〈Welcome to shamanippon〉 (SHAMANIPPON)
- 삽입곡 - 도모토 쯔요시 〈번개〉 (SHAMANIPPON)
- 내레이션 - 무라오카 노조미
- 프로듀스 - 모리야 타케시 (앳무비)
- 특별 협력 - 소니 뮤직 엔터테인먼트
- 제작 협력 - 앳무비
- 제작 저작 - TBS

## 방송 일자
| 화 수  | 방송회      | 방송일          | 부제                   | 감독                    |
| ------ | ----------- | --------------- | ---------------------- | ----------------------- |
| 1      | Episode.1   | 2013년 7월 15일 | 오바케 설득하겠습니다  | 후쿠다 유이치           |
| 2      | Episode.2   | 2013년 7월 22일 | 의뢰인은 AKB           | 후쿠다 유이치           |
| 3      | Episode.3-1 | 2013년 7월 29일 | 멋진 성불 방법         | 후쿠다 유이치 이리에 유 |
| 4      | Episode.3-2 | 2013년 8월 5일  | 웃는 온천령의 수수께끼 | 이리에 유               |
| 5      | Episode.4   | 2013년 8월 19일 | 안녕 파파령            | 이리에 유               |
| 6      | Episode.5   | 2013년 8월 26일 | 저주받은 따님          | 후쿠다 유이치           |
| 7      | Episode.6   | 2013년 9월 2일  | 유령이 사는 터널       | 이리에 유               |
| 8      | Episode.7   | 2013년 9월 9일  | 형사혼과 여배우령      | 이리에 유               |
| 9      | Episode.8   | 2013년 9월 16일 | 단지령은 사랑의 향기   | 후쿠다 유이치           |
| 최종화 | Episode.9   | 2013년 9월 23일 | 텐마 씨 위기일발       | 후쿠다 유이치           |

- 8월 12일은 《세계 육상 모스크바 2013》 방송 때문에 휴지.

### 내용주
1. ↑  《33분 탐정》은 도모토 쯔요시 주연, 후쿠다 유이치 감독·각본의 드라마. 감식 역으로 사토 지로가 출연하고 있는 외, 제작에 앳무비(프로듀스 모리야 타케시)가 참가하고 있는 것도 공통되고 있다.
2. ↑  《킨다이치 소년의 사건부 홍콩 구룡재보 살인사건》에서는 나나세 미유키 역으로 카와구치 하루나가 출연.
3. ↑  신이 쓰러지기 전인 연재 초기 즈음에 사고사.

### 참조주
1. ↑  마이니치 신문 디지털 (2013년 7월 15일). “〈텐마 씨가 간다〉 도모토 쯔요시 4년 만의 연속 드라마 주연 호러 코미디”. 2013년 7월 16일에 확인함.
2. 1 2 3 4  “드라마 〈텐마 씨가 간다〉가 7월 15일(월)에 스타트! 주연·도모토 쯔요시의 의외의 일면이란!?”. web 더 텔레비전. 2013년 7월 5일. 2013년 8월 20일에 원본 문서에서 보존된 문서. 2013년 7월 5일에 확인함.
3. 1 2  “도모토 쯔요시, 5년 만의 연속 드라마 주연은 “로케지 전부 제령”의 조건부”. 영화.com. 2013년 7월 5일. 2013년 7월 5일에 확인함.